# Korps Mieth
Het Korps Mieth was een Duits legerkorps van de Wehrmacht tijdens de Tweede Wereldoorlog. Het korps werd opgericht als Gruppe Mieth, later Korps Mieth en tijdelijk (rond begin maart 1943) ook als Korps z.b.V. Mieth, genoemd naar de commandant, General der Infanterie Friedrich Mieth. Het korps kwam alleen in actie langs de Don, de Mioes en de Donets. 

## Krijgsgeschiedenis

### Oprichting
Gruppe Mieth werd opgericht op 25 december 1942 uit Kommandierender General der Sicherungstruppen und Befehlshaber im Heeresgebiet Don (deze staf bleef daarnaast wel bestaan) bij Heeresgruppe Don. Al vanaf januari 1943 werd het Korps Mieth genoemd.

### Inzet

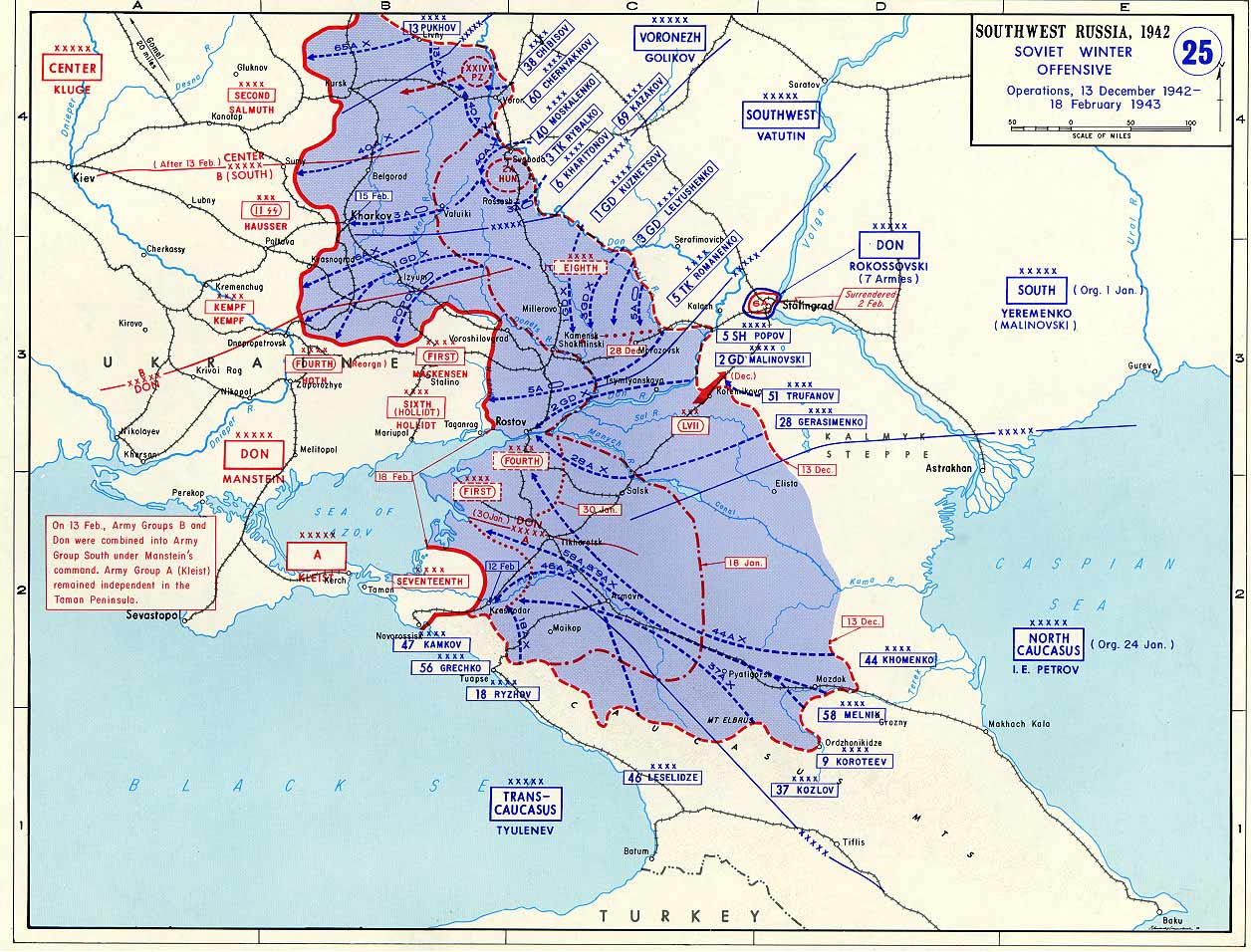
Zuidelijke Oostfront tussen 25 december 1942 en 18 februari 1943

Het korps werd al meteen meegezogen in de algehele terugtocht van Heeresgruppe Don en was eind januari 1943 al terug achter de Donets net ten noorden van Semikarakorsk. Hier beschikte het korps over op 3 februari over de 336e en 384e (divisiestaf) Infanteriedivisies. Een maand later lag het korps al achter de Mioes in de buurt van Oespenka. Hier kon de verdediging georganiseerd worden. In maart werd het korps iets noordelijker ingezet, met de linkerflank aan de Donets, rond Altsjevsk. Hier bleef het korps een aantal maanden in stelling. Vanaf 17 juli vielen twee Sovjetfronten aan in het Donbas Strategisch Offensief, maar dat was zowel noordelijk als zuidelijk van de korpssector.
Korps Mieth werd op 20 juli 1943 bij Altsjevsk omgedoopt in 4e Legerkorps.

## Bovenliggende bevelslagen
| Leger                   | Legergroep       | Plaats/regio  | Begin            | Eind             |
| ----------------------- | ---------------- | ------------- | ---------------- | ---------------- |
| Armee-Abteilung Hollidt | Heeresgruppe Don | Don, Donets   | 25 december 1942 | 12 februari 1943 |
| Armee-Abteilung Hollidt | Heeresgruppe Süd | Donets, Mioes | 12 februari 1943 | 6 maart 1943     |
| 6. Armee                | Heeresgruppe Süd | Mioes, Donets | 6 maart 1943     | 20 juli 1943     |

## Commandant
| Rang                                                         | Naam            | Begin            | Eind         |
| ------------------------------------------------------------ | --------------- | ---------------- | ------------ |
| Generalleutnant General der Infanterie (vanaf 20 april 1943) | Friedrich Mieth | 25 december 1942 | 20 juli 1943 |